# خانه مرادبخش دریانورد
خانه مرادبخش دریانورد مربوط به دوره پهلوی است و در بافت قدیمی چابهار، پشت حسینیه آل رسول واقع شده و این اثر در تاریخ ۲۴ اسفند ۱۳۸۳ با شمارهٔ ثبت ۱۱۴۷۹ به‌عنوان یکی از آثار ملی ایران به ثبت رسیده است.